# Seadrift
Seadrift è un centro abitato degli Stati Uniti d'America, situato nella contea di Calhoun dello Stato del Texas.

## Geografia fisica
Seadrift è situata a 28°24′46″N 96°42′44″W (28.412896, -96.712244), sulla riva a nord est di San Antonio Bay, 60 miglia (97 km) a nord est di Corpus Christi e 128 miglia (206 km) a sud est di San Antonio.
Secondo lo United States Census Bureau, ha un'area totale di 1,3 miglia quadrate (3,4 km²), di cui 1,2 miglia quadrate (3,1 km²) è terreno e lo 0,79% è acqua.

## Società

### Evoluzione demografica
Secondo il censimento del 2000, c'erano 1.352 persone, 488 nuclei familiari, e 347 famiglie residenti nella città. La densità di popolazione era di 1.083,1 persone per miglio quadrato (417,6/km²). C'erano 652 unità abitative a una densità media di 522,3 per miglio quadrato (201,4/km²). La composizione etnica della città era formata dal 77,74% di bianchi, lo 0,89% di afroamericani, lo 0,22% di nativi americani, il 10,21% di asiatici, il 7,91% di altre razze, e il 3,03% di due o più etnie. Ispanici o latinos di qualunque razza erano il 27,07% della popolazione.
C'erano 488 nuclei familiari di cui il 36,9% avevano figli di età inferiore ai 18 anni, il 57,2% erano coppie sposate conviventi, il 9,2% aveva un capofamiglia femmina senza marito, e il 28,7% erano non-famiglie. Il 25,8% di tutti i nuclei familiari erano individuali e il 12,9% aveva componenti con un'età di 65 anni o più che vivevano da soli. Il numero di componenti medio di un nucleo familiare era di 2,77 e quello di una famiglia era di 3,34.
In the city the population was il 32,8% di persone sotto i 18 anni, il 6,9% di persone dai 18 ai 24 anni, il 25,7% di persone dai 25 ai 44 anni, il 21,2% di persone dai 45 ai 64 anni, e il 13,5% di persone di 65 anni o più. L'età media era di 34 anni. Per ogni 100 femmine c'erano 96,5 maschi. Per ogni 100 femmine dai 18 anni in giù, c'erano 95,7 maschi. Il reddito medio di un nucleo familiare era di 26.339 dollari, e quello di una famiglia era di 31.010 dollari. I maschi avevano un reddito medio pro capite di 29.531 dollari contro i 21.250 dollari delle femmine. Il reddito medio pro capite era di 11.481 dollari. Circa il 20,6% delle famiglie e il 25,1% della popolazione erano sotto la soglia di povertà, incluso il 33,1% di persone sotto i 18 anni e l'11,7% di persone di 65 anni o più.